# Piotr Horbatowski
Piotr Horbatowski – polski językoznawca, dr hab. nauk humanistycznych, profesor uczelni i dyrektor Centrum Języka i Kultury Polskiej w Świecie Wydziału Polonistyki Uniwersytetu Jagiellońskiego.

## Życiorys
17 lutego 1997 obronił pracę doktorską Polskie życie teatralne w Kijowie 1918-1938, 9 czerwca 2010 habilitował się na podstawie pracy zatytułowanej Polskie życie teatralne w Kijowie w latach 1905 -1918. Został zatrudniony na stanowisku profesora uczelni i dyrektora w Centrum Języka i Kultury Polskiej w Świecie na Wydziale Polonistyki Uniwersytetu Jagiellońskiego.